# Manuel D. Faura Bedoya
Manuel D. Faura Bedoya fue un militar y político peruano.
Fue elegido senador por el departamento de Junín en 1945 por el Frente Democrático Nacional que postuló a José Luis Bustamante y Rivero a la presidencia de la república. Fue reelegido senador por Junín en las Elecciones de 1950 en los que salió elegido el General Manuel A. Odría quien ejercía el poder desde 1948 cuando encabezó un golpe de Estado contra el presidente José Luis Bustamante y Rivero.
En octubre de 1952 Faura Bedoya presentó un proyecto de ley para prohibir la llegada a Lima de habitantes de los departamentos de la sierra del Perú así como la expulsión del Perú de grupos que él consideraba nocivos como los gitanos. El periódico “La Prensa” tituló dicha iniciativa de ley así: “Senador Faura Pide /Prohibir Llegada de Serranos”. El proyecto causó indignación por sus alcances racistas, discriminatorios y humillantes obligando a Faura a retirar su proyecto días después, el 22 de octubre. Tiempo después, sus enemigos políticos descubrieron que la casi totalidad de familiares del parlamentario, incluyendo al entonces presidente Manuel A. Odría (tarmeño como Faura y familiar suyo) habían trasladado su lugar de residencia a Lima, dejando definitivamente la natal Tarma.